# رادیو دریا
رادیو دریا از رادیوهای پر طرفدار درقبل ازانقلاب بود. این رادیو از چالوس سه ماه در سال برنامه‌های شادی برای مسافران تابستانی شمال ایران پخش می‌کرد. بنیان‌گذاری و تهیه‌کنندگی این رادیو با شاهرخ نادری و  عباس مسیح پور بود که تا تا تابستان ۵۸ ادامه یافت. مدتی تا تعطیلی آن حسن یوسفی اشکوری مدیریت این رادیو را بر عهده داشت.
از عوامل اصلی رادیو دریا در قبل از انقلاب می‌توان به جمشید عدیلی و همسرش مولود کنعانی، منوچهر نوذری، ژاله علو، زینت مؤدب، مولود ذهتاب، فریدون توفیقی، ایرج فهیمی، محمود امینی و محمود معلمیان به عنوان گوینده و شاهرخ نادری به عنوان تهیه‌کننده اشاره کرد. حیدر صارمی، هرمز شجاعی مهر و چند گوینده دیگر نیز پس از انقلاب با رادیو دریا قبل از تعطیل شدن همکاری داشتند. منوچهر نوذری، جمشید عدیلی و مولود کنعانی گویندگان دائمی رادیو دریا از سال ۱۳۵۱ تا سال ۱۳۵۷ بودند.
رادیو دریا در ۲۵ خرداد سال ۱۳۵۱ در شهر چالوس راه اندازی شد. هدف از راه اندازی این رادیو راهنمایی مسافران تابستانی شمال ایران و ارائه اطلاعات آب و هوایی، وضعیت جاده، نشانی مراکز اقامتی، تفریحی و درمانی برای ایشان و همچنین پخش موسیقی و برنامه‌های تفریحی برای آن‌ها بود.
برنامه‌های رادیو دریا همه ساله به مدت سه ماه از ۱۵ خرداد تا ۱۵ شهریور پخش می‌شد. این رادیو هر روز هجده ساعت برنامه از ساعت ۷:۳۰ صبح تا ۱:۳۰ نیمه شب پخش می‌کرد. این برنامه‌ها شامل دو برنامه ترکیبی صبحگاهی و عصرگاهی به نام دریا بود که برنامه صبحگاهی از ساعت ۹:۳۰ تا ۱۲:۳۰ و برنامه عصرگاهی از ساعت ۱۵:۳۰ تا ۱۹:۳۰ پخش می‌شد. در سایر اوقات هم عمده برنامه‌های رادیو را پخش موسیقی‌های ملایم، غربی، سنتی و شاد تشکیل می‌دادند. در هر سی دقیقه نیز یک بخش خبری کوتاه مشابه رادیو پیام فعلی از این رادیو پخش می‌شد.
رادیو دریا بر روی موج متوسط ردیف ۱۲۱۵ متر پخش می‌شد.
امروزه از رادیودریا به عنوان یکی از بهترین محله‌های شهر چالوس برای زندگی و کسب و کار یاد می‌شود.
در انتهای این خیابان همچنان ساختمان‌های رادیو تلویزیون پهلوی حضور دارند.
در روزنامه‌های مورخ ۲۵ خرداد ۱۳۵۷ برابر با پانزدهم ژوئن ۱۹۷۸ در خبری تحت عنوان «آغاز به کار رادیو دریا» آمده‌بود: «هفتمین سال فعالیت رادیو دریا امسال از ۲۵ خرداد آغاز شد، این رادیو تا ۲۵ شهریور به کارش ادامه می‌دهد. امسال کار رادیو فردا ، ده روز دیرتر از سال‌های قبل آغاز شد. این رادیو هر سال در کنار سه فرستنده گیلان، گرگان و مازندران، کار خود را برای سرگرمی مسافران شمال کشور انجام می‌داد. برنامه امسال رادیو دریا با تغییرات جدیدی ارائه می‌شود؛ کنسرت‌های زنده خوانندگان پخش خواهد شد، میزان آگهی‌ها کم می‌شود. رادیو دریا علاوه بر زبان فارسی پیام‌هایی به زبان‌های انگلیسی و فرانسه نیز پخش می‌کند. این پیام‌ها برای حفظ محیط زیست، ترویج کتابخوانی و ارتباط بیشتر با محصلین و بچه‌هاست. این رادیو امسال از دادن اخبار ناخوشایند خودداری می‌کند. مدیریت رادیو دریا با شاهرخ نادری است و اولین گروه گویندگان امسال آن حیدر صارمی، مولود زهتاب و فریدون توفیقی هستند.»